# Cyanus
Chi thực vật Cyanus hiện được xếp vào Centaurea.
Cyanus là một chi ruồi trong họ Calliphoridae.

## Các loài
- C. elongatus (Hough, 1898)

Danh sách này không đầy đủ, bạn cũng có thể giúp mở rộng danh sách.